# Палићка бања
Палићка бања је бања у северној Бачкој (Србија, Војводина), на око 7 км од Суботице.
Бања је настала на граници леса и песка поред Палићког језера и представљају туристичку природну целину.
Под именом Палус, први пут се помиње 1690. године, а претпоставља се да је то име добило по старој пустари Палиј која се помиње још 1462. године, или по насељу Палеђхаза, које се помиње век касније.
Језеро бање Палић је некада било слано, па је из њега вађена со. Главни лекар Бачке жупаније, Јанош Готфрид Либертраут, указао је 1780. на висок садржај соли у језерској води, а тиме и на на њену лековитост.
Као лековито језеро помиње се 1823, а године 1856. извршена је прва хемијска анализа воде која је потврдила ове претпоставке. На обали језера 1845. изграђено је прво Топло купатило и Палић је постао бања.
Средином 19. века на северној обали језера засађен је раскошан парк 1853, изграђена „Мала гостиона” (1850.) и први хотели („Тршчара” – 1853, „Стари хотел” – 1857). а богати Суботичани подижу виле и летњиковце.
Бања Палић и летовалиште доживљавају процват почетком 20. века. 15. септембра 1912. године, кад је у Суботици отворено чувено здање Градске куће – купатило Палић добија атрактивну Велику терасу, Женски штранд и водоторањ.
Вода Палићког језера сумпоровита је алкална и муријатична (24 С . а садржи литијум и рубидијум, који се користи у лечењу реуматских и нервних обољења.
Језерско блато, такође је, лековито. Стронцијум је његов главни састојак, који при срастању костију.
Зато се лечење у овој бањи обавља купањем у загрејаној води (топло купатило) и облогама загрејаног минералног муља (блатно купатило). Као медицински третмани користе се још и електротерапија и масажа.